# Dendrobium dalatense
Dendrobium dalatense är en orkidéart som beskrevs av François Gagnepain. Dendrobium dalatense ingår i släktet Dendrobium, och familjen orkidéer. Inga underarter finns listade i Catalogue of Life.